# ديزج طويل
ديزج‌ طويل هي قرية في مقاطعة شوط‌، إيران. يقدر عدد سكانها بـ 335 نسمة بحسب إحصاء 2016.